# Vladimirs Petrovs
Vladimirs Petrovs hay Vladimir Petrov (27 tháng 9 năm 1908 – 26 tháng 8 năm 1943) là một kiện tướng cờ vua người Latvia.
Ông sinh ra tại Riga, Latvia. Mặc dù ông học cờ vua tương đối muộn, khi 13 tuổi, Petrov đã thăng tiến rất nhanh. Năm 1926, khi 19 tuổi, ông chiến thắng tại Giải Vô địch Riga và về thứ 3 ở Giải Vô địch Cờ vua Latvia. Ông đồng hạng 2-5, sau Isakas Vistaneckis tại Giải Vô địch Cờ vua Baltic được tổ chức lần đầu tai Klaipėda năm 1931. Petrovs thắng Movsas Feigins (+4 -1 =3) năm 1931, thắng Vladas Mikėnas (+2 =0 -1) năm 1932, thua Rudolf Spielmann (+1 -2 =5) năm 1934.
Petrovs đồng hạng nhất với Fricis Apšenieks năm 1934 và vô địch Giải Vô địch Cờ vua Latvia năm 1935 và 1937. Ông vô địch tại Helsinki năm 1936, đồng hạng nhất với Samuel Reshevsky và Salo Flohr tại Kemeri năm 1937, vượt qua Alexander Alekhine, Paul Keres, Endre Steiner, Saviely Tartakower, Reuben Fine, Gideon Stahlberg. Đây là thành tích tốt nhất tai một giải đấu của Petrovs. Cùng trong năm đó, ông về cuối tại Semmering. Petrovs đồng hạng 3-5 lại Łódź năm 1938, sau Vasja Pirc và Tartakower và về thứ 3 tại Margate năm 1938, sau Alexander Alekhine và Rudolf Spielmann, đánh bại Alekhine trong trận đấu riêng. Năm 1939, Petrovs đứng thứ 8/16 tại Kemeri-Riga và vô địch Rosario, vượt qua Erich Eliskases và Mikenas.
Petrovs tham dự 7 kỳ Olympiad Cờ vua chính thức cho Latvia từ 1928-1939. Ông cũng tham dự kỳ Olympiad không chính thức tại Munich năm 1936.
| Thời gian  | Olympiad Cờ vua              | Địa điểm     | Bàn | Thành tích |
| ---------- | ---------------------------- | ------------ | --- | ---------- |
| 7/8 - 1928 | Lần thứ 2                    | The Hague    | 3   | +5 –4 =7   |
| 7 - 1930   | Lần thứ 3                    | Hamburg      | 2   | +8 –3 =6   |
| 7 - 1931   | Lần thứ 4                    | Prague       | 3   | +9 -2 =5   |
| 7 - 1933   | Lần thứ 5                    | Folkestone   | 2   | +6 -5 =3   |
| 8 - 1935   | Lần thứ 6                    | Warsaw       | 1   | +7 –5 =7   |
| 8/9 - 1936 | Lần thứ 3 (không chính thức) | Munich       | 1   | +10 –3 =7  |
| 7/8 - 1937 | Lần thứ 7                    | Stockholm    | 1   | +5 –3 =10  |
| 8/9 - 1939 | Lần thứ 8                    | Buenos Aires | 1   | +8 –0 =11  |

Ông dành 2 huy chương cá nhân: huy chương vàng năm 1931 và huy chương đồng năm 1939. Ông đạt được thành tích xuất sắc khi chơi bàn 1 tại Buenos Aires: ông bất bại, hòa với Vô địch Thế giới Alekhine, cựu Vô địch Thế giới José Capablanca và ngôi sao trẻ đang lên Keres, thắng trước Vladas Mikėnas, Roberto Grau, Tartakower, và Moshe Czerniak.
Năm 1940, Liên Xô sáp nhập Latvia. Petrovs đứng thứ 10/20 tại Giải Vô địch Cờ vua Liên Xô năm 1940, đồng hạng 3 tại Riga năm 1941, hạng 2 tại một số giải mạnh: Moscow năm 1941, sau Isaak Mazel; Moscow năm 1942, sau Igor Bondarevsky, và Sverdlovsk năm 1942, sau Viacheslav Ragozin.
Khi phát xít Đức tiến vào Liên Xô ngày 22 tháng 6 năm 1941, Petrovs không thể trở về Latvia với vợ và con gái. Ông sống tại Nga và bị bắt vào ngày 31 tháng 8 năm 1942 vì lên tiếng chỉ trích chính quyền Liên Xô khi cho rằng mức sống của Latvia đã giảm sút sau khi sáp nhập vào Liên Xô. Petrovs bị giam 10 năm trong một trại cải tạo. Năm 1989, mọi người mới biết ông đã mất ở Kotlas năm 1943 vì viêm phổi.

## Trận đấu đáng chú ý
- Vladimirs Petrovs vs Kazimierz Makarczyk, The Hague 1928, 2nd Olympiad, Queen's Gambit Declined, Orthodox, Rubinstein Attack, D64, 1-0
- Saviely Tartakower vs Vladimirs Petrovs, Hamburg 1930, 3rd Olympiad, Queen’s Pawn Game, A45, 0-1
- Karel Treybal vs Vladimirs Petrovs, Folkestone 1933, 5th Olympiad, Sicilian Defense, Classical Variation, B58, 0-1
- Vera Menchik vs Vladimirs Petrovs, Podebrady 1936, Czechoslovakia championship, Queen's Gambit Declined Slav, Exchange Variation, D13, 0-1
- Vladimirs Petrovs vs Reuben Fine, Kemeri 1937, Alekhine's Defense, B03, 1-0
- Gideon Stahlberg vs Vladimirs Petrovs, Łódź 1938, Nimzo-Indian Defense, Spielmann Variation, E22, 0-1
- Vladimirs Petrovs vs Alexander Alekhine, Margate 1938, Catalan, Open, E02, 1-0
- Vladimirs Petrovs vs Roberto Grau, Buenos Aires 1939, 8th Olympiad, Queen's Gambit Declined, D06, 1-0
- Vladimirs Petrovs vs Vladas Mikenas, Rosario 1939, Catalan, Open, E02 1-0
- Vladimirs Petrovs vs Grigory Levenfish, Moscow 1940, 12th USSR ch, Old Indian, A53, 1-0